# 가혜성

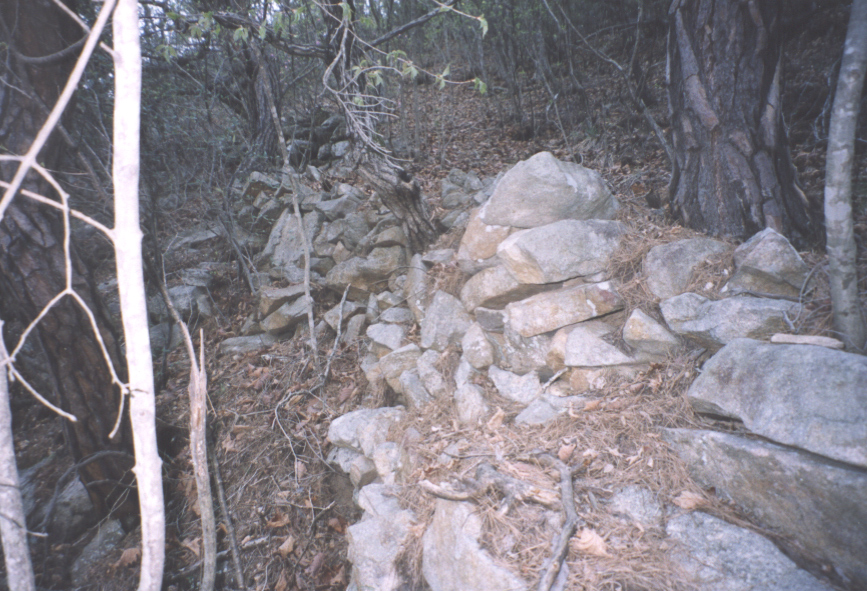
가혜성 석축 보루

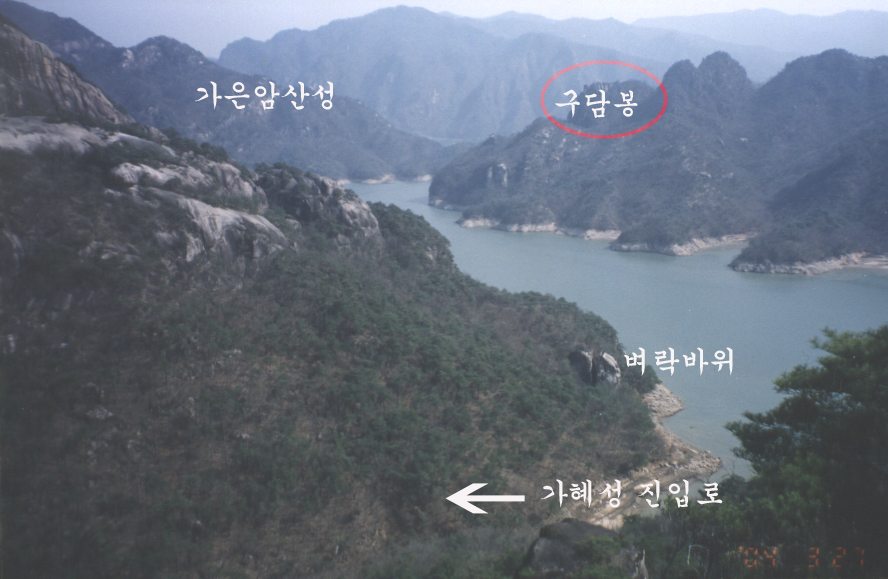
가혜성의 입구 대암

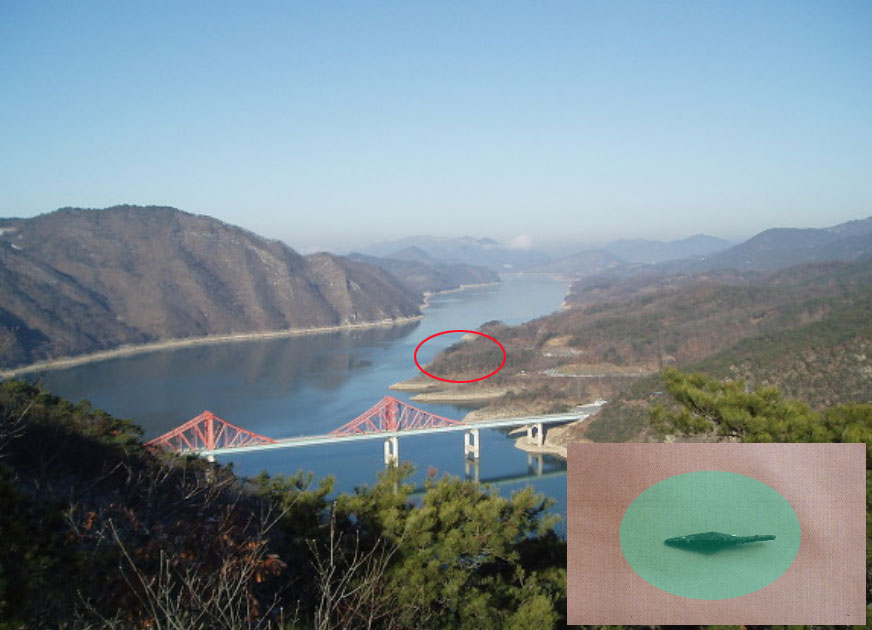
가혜성 철제화살촉

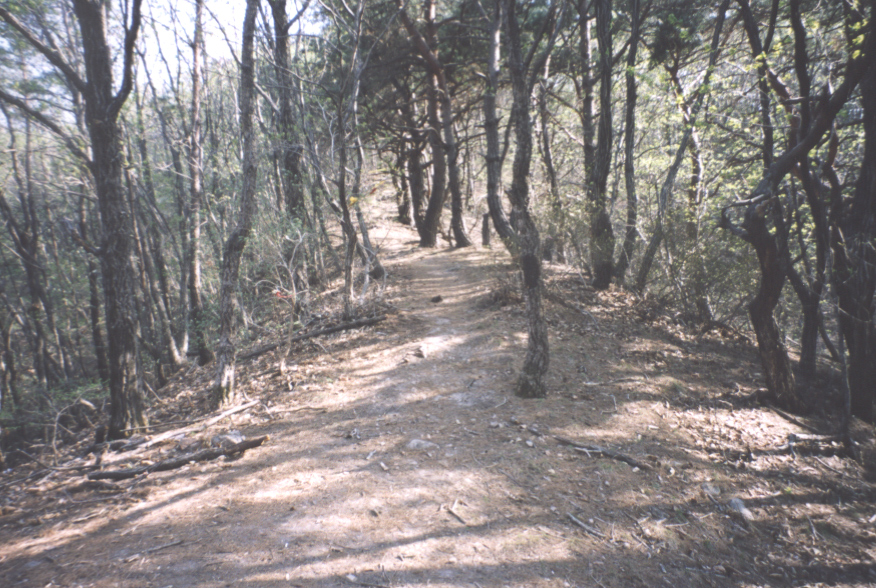
가혜성 토축

가혜성(加兮城)은 삼국항쟁시대 백제의 성곽으로, 김유신 장군이 백제의 7성을 공취한 성곽의 하나이다.

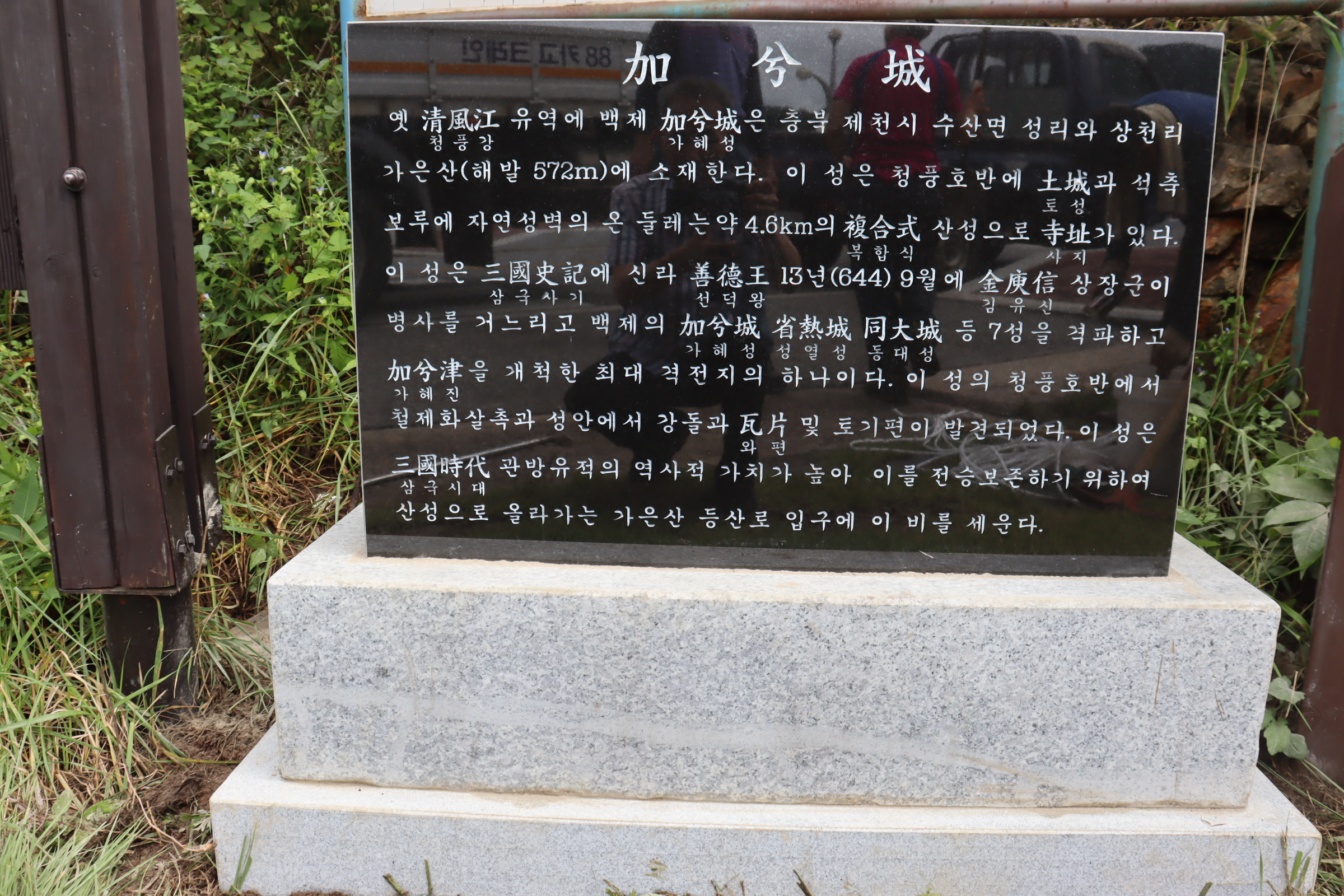
백제 7성 가혜성 표지석 전면

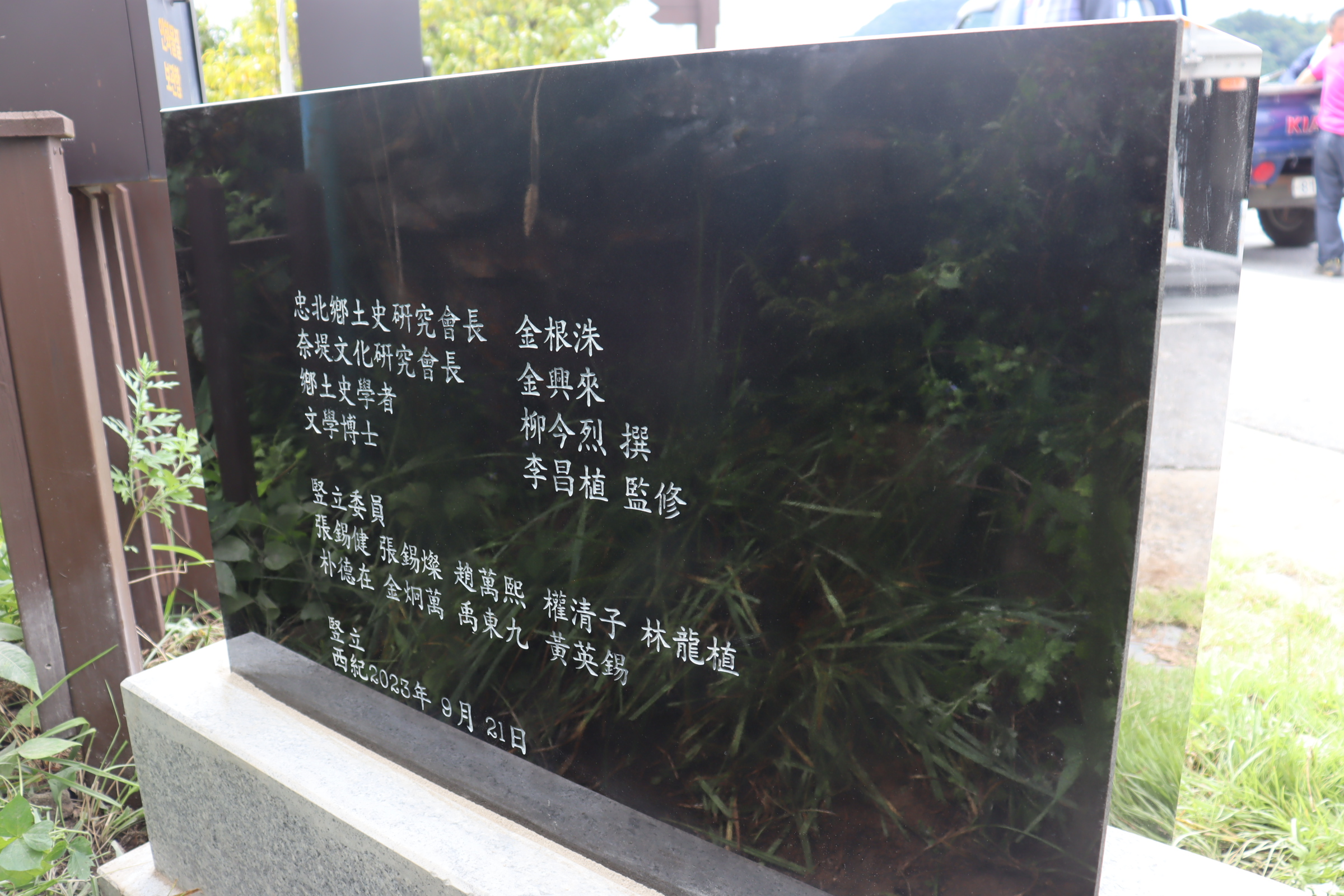
백제 7성 가혜성 표지석 후면

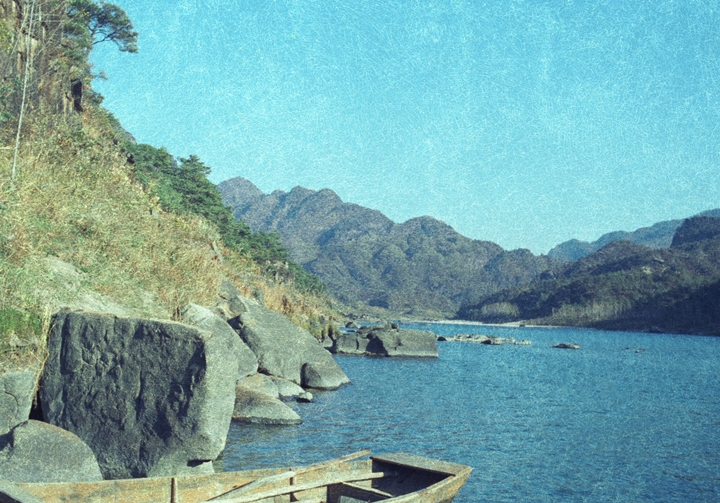
충주댐 수몰전 나룻터

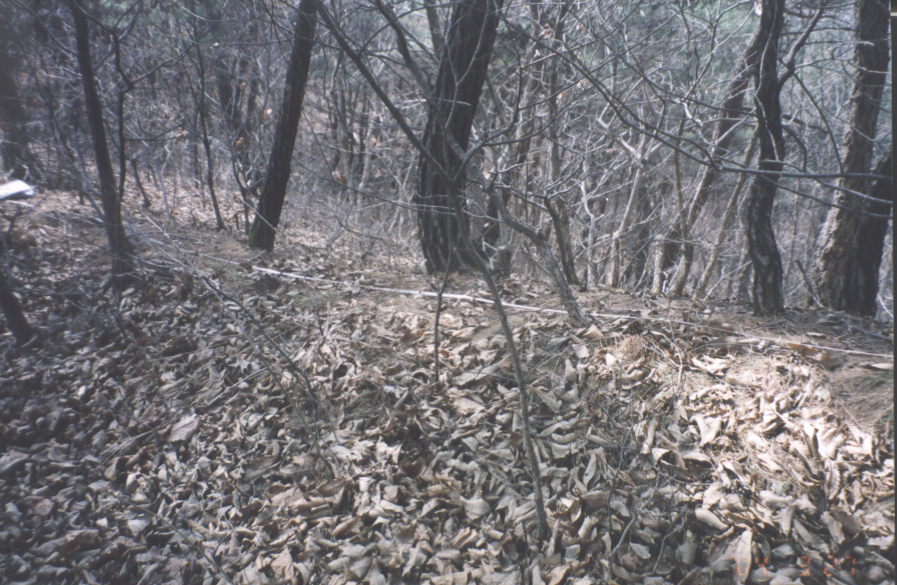
가혜성 토성

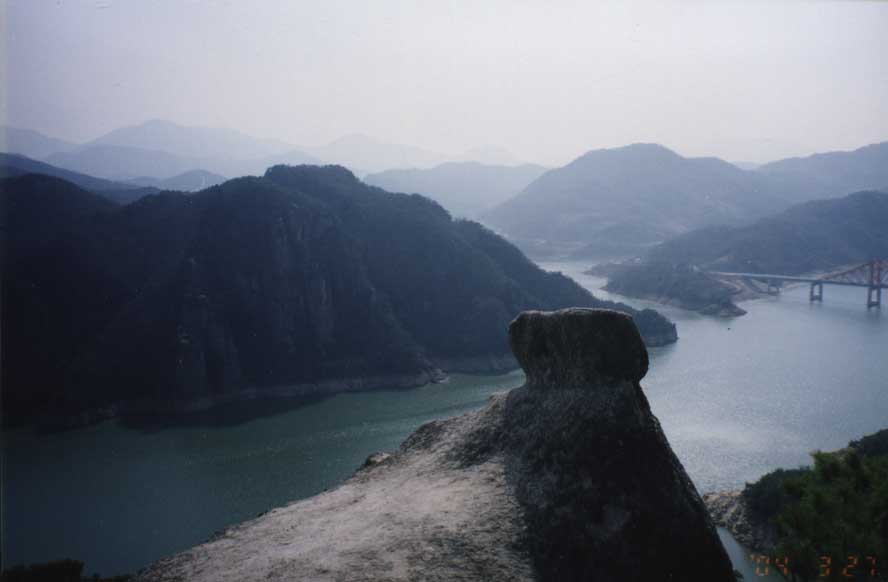
가혜성 투구봉

## 위치
백제의 가혜성은  충북 제천시 상천리 가은산에 소재한다.

## 규모 및 형태
- 가혜성은 천혜의 자연성곽을 포함하여 온 둘레는 약 4.6km의 성곽으로 자연성벽을 이용하면서 남-북간에 두 개의 토성을 구축하고, 일명 둥지봉에 가은암산성[1]을 향하여 석축하였다.
- 성 안에는 피난민이 거주하면서 산전을 개간하고 공동묘지를 조성하면서 투석전에 사용한 강돌이 발견되었다.
- 성 안에는 식수가 풍족하고 경작할 수 있는 농경지가 있어 장기간 농성(籠城)할 수 있으며, 성곽의 남쪽으로는 천인절벽이 형성한 아군의 은둔지이다.

## 전적사료
신라 선덕왕 13년(644) 9월 왕명으로 김유신을 상장군으로 삼아 병사를 거느리고 백제의 가혜성(加兮城), 성열성(省熱城), 동대성(同大城) 등 7성을 쳐서 크게 승리하고 가혜진(加兮津)을 열었다.라는 관방유적 가운데 가혜성은 가은산 강안(江岸)에 웅거하여 진도를 개척한 괴곡진(槐谷津)에 옛 가혜진이 있었다.

## 보고자료
- 충주댐 수몰전 괴곡나루 건너에는 산중에 토성지가 두 곳 있으니 타원형으로 뻗어 간 산성은 그 규모에 있어서나 구조에 있어서나 상당히 대규모이고 견실했던 것임을 짐작할 수 있다.
- 이 토성은 김유신 열전에 가혜성(加兮城)이라한 ‘둔저성(屯猪城)’과 ‘가음산성(可陰山城)’이니 거금 1,700여 년 전의 신라와 백제의 수 없던 격전지이다.[3]라고 가혜성을 둔저성과 가음산성으로 나누어 일컬었다.
- 2004년 3월 27일 제천 가은산에서 가혜성 토성의 발견된 것이 언론기관에 보도되었다.[4][5][6]
- 2004년 4월 9일 학예연구사 권기윤과 류금열은 답사하여 삼국시대 토기편을 수습, 암벽에 암각자는 풍화로 식별할 수 없었다.
- 2004년 4월 14일 가혜성 보루의 석축 발견과 삼국기 토기편을 수습했다.
- 2008년 5월 22일 가은산의 자연성곽을 재답사하여 성안에 토성과 석축을 실측하면서 삼국기 토기편과 와편을 수습하였다.[7]

## 자연환경
- 김유신 장군은 644년 9월에 백제의 7성을 공취하고 가혜진을 열면서 645년 정월에 개선하여 약 4개월간 청풍강 유역에서 전투한 관탄(串灘)과 내매(迺邁)는 가혜진과 연관된 격전지로써 조포리 강변에서 삼국기 철제화살촉을 수습하고, 옛날에 성안에서 선주민이 말방울을 수습하기도 하였다.[8]
- 옛 가혜나루는 제일형승으로 가은산에 백제의 가혜성이 있는 기암절벽의 석봉은 이황이 명명한 현학봉(玄鶴峰), 채운봉(彩雲峰), 오로봉(五老峰)[9]과 미륵봉, 투구바위, 새바위, 석문, 처마바위, 정오바위 등 만물상을 조각한 자연사 조각전을 음미하면서 청풍호와 청풍호반의 형승에 매료된다.